# Portuguesa de Desportos do Amapá
Portuguesa de Desportos do Amapá is een Braziliaanse voetbalclub uit Macapá in de staat Amapá.

## Geschiedenis
De club werd opgericht op 25 augustus 2014 en speelde de eerste jaren in regionale amateurcompetities. In 2021 werd de club vicekampioen en in 2022 werd de club kampioen. In 2023 werd de club lid van de staatsbond en nam in 2024 deel aan de Série B, die voor het eerst sinds 2007 gespeeld werd. De club werd kampioen en promoveerde zo na één seizoen al naar de hoogste klasse van de staatscompetitie. 

## Erelijst
Campeonato Amapaense Segunda Divisão
2024